# Deležnik
Deléžnik (tudi particíp) je glagol v pregibni, pridevniški obliki. Ločimo sedanji (npr. spodbujajoč) in pretekli (npr. spodbudivši) deležnik.
Poznamo:
- Deležnik na -č, -a, -e: ležeč, hiteč, doneča; v spolu, sklonu in številu se ujema s samostalnikom

- Deležnik na -ši, -a, -e: bivše dekle, vstopivši gost
- Opisni deležnik na -l: pognal, začel
- Deležnik stanja na -l: zgorel, otekel
- Trpni deležnik na -n, -t: prijavljen, osmojen, prijet
- Deležnik stanja na -n, -t: zaprt, slečena, dodelan

Deležnike razvezujemo predvsem v prilastkov odvisnik:
- Pokošena trava bo za krmo. – Trava, ki smo jo pokosili, bo za krmo.
- Prižgala je dišečo svečo. – Prižgala je svečo, ki diši.